# Hayden (Arizona)
Hayden is een plaats (town) in de Amerikaanse staat Arizona, en valt bestuurlijk gezien onder Gila County en Pinal County.

## Demografie
Bij de volkstelling in 2000 werd het aantal inwoners vastgesteld op 892.
In 2006 is het aantal inwoners door het United States Census Bureau geschat op 835, een daling van 57 (-6,4%).

## Geografie
Volgens het United States Census Bureau beslaat de plaats een oppervlakte van
3,3 km², geheel bestaande uit land. Hayden ligt op ongeveer 583 m boven zeeniveau.

## Plaatsen in de nabije omgeving
De onderstaande figuur toont nabijgelegen plaatsen in een straal van 48 km rond Hayden.